# Shuhei Yoshida
Shūhei Yoshida (吉田 修平, Yoshida Shūhei) est né le 11 février 1964 à Kyoto.
Il est le président de Sony Interactive Entertainment Worldwide Studios de 2008 à 2019 au sein de Sony Interactive Entertainment dont il est l'un des fondateurs. En date de 2020, il reste une personnalité influente au sein de l'entreprise nippone.

## Carrière
Après l’obtention de son diplôme, Shuhei Yoshida rejoint l'entreprise Sony en avril 1986. Il a été l'un des premiers à rejoindre Sony Computer Entertainment.
Durant sa carrière il a travaillé sur la création de certains jeux iconiques tels que Gran Turismo et Ape Escape. 
Il est connu pour avoir été le président de SIE Worldwide Studios de 2008 à 2019, puis de la Division Indé de Sony Interactive Entertainment de 2019 jusqu'à son départ du constructeur japonais en janvier 2025.